# Ələkbər Məmmədov
Ələkbər Məmmədov, ros. Алекпер Амирович Мамедов, Alekpier Amirowicz Mamiedow (ur. 9 maja 1930 w Baku, Azerbejdżańska SRR, zm. 28 lipca 2014 w Baku, Azerbejdżan) – azerski piłkarz, grający na pozycji napastnika, trener piłkarski.

## Kariera piłkarska

### Kariera klubowa
Wychowanek klubu Spartak Baku. W 1948 rozpoczął karierę piłkarską w Neftianiku Baku. W 1954 roku został zaproszony do Dinama Moskwa. Po pięciu latach powrócił do klubu z Baku, w którym zakończył karierę piłkarza w roku 1962.

### Kariera reprezentacyjna
W latach 1958-1959 bronił barw reprezentacji ZSRR. Łącznie rozegrał 4 gry.

## Kariera trenerska
Po zakończeniu kariery piłkarza rozpoczął pracę szkoleniowca. W 1963 roku stał na czele rodzimego klubu Neftçi PFK, który prowadził do sierpnia 1965, a w 1971 ponownie trenował do maja 1972 Neftçi. Potem pracował jako dyrektor wydziału kultury fizycznej Azerbejdżańskiego Państwowego Uniwersytetu Nafty i Przemysłu. Wiosną 1993 został mianowany na stanowisko głównego trenera narodowej reprezentacji Azerbejdżanu, którą kierował do czerwca 1993.
28 lipca 2014 zmarł w Baku w wieku 84 lat.

## Sukcesy i odznaczenia

### Sukcesy piłkarskie
Dinamo Moskwa
- mistrz ZSRR: 1954, 1955, 1957, 1959
- wicemistrz ZSRR: 1956, 1958
- finalista Pucharu ZSRR: 1955

### Sukcesy trenerskie
Neftçi Baku
- półfinalista Pucharu ZSRR: 1971

### Odznaczenia
- tytuł Zasłużonego Mistrza Sportu ZSRR: 1960
- tytuł Zasłużonego Trenera ZSRR: 1990
- Order „Znak Honoru”: 1968
- Order Sławy Azerbejdżanu